# رپ متال
رپ متال (به انگلیسی: Rap metal) یکی از سبک‌های موسیقی است که از تلفیق موسیقی رپ و موسیقی متال ایجاد شده است. لیمپ بیزکت جزو خوانندگانی است که از این سبک در آثارش استفاده می‌کند.